# Elecciones generales de Barbados de 1986
Las elecciones generales de Barbados de 1986 tuvieron lugar el 28 de mayo del mencionado año para elegir a los miembros de la quinta legislatura de la Cámara de la Asamblea, cámara baja del Parlamento de Barbados, mediante escrutinio mayoritario uninominal. El primer ministro en funciones era Bernard St. John, del oficialista Partido Laborista de Barbados (BLP), tras la muerte de Tom Adams en el cargo el año anterior, y adelantó las elecciones algunos meses con el fin de renovar su mandato. Su principal oponente sería el ex primer ministro Errol Barrow, del Partido Democrático Laborista (LDP). El resto de los participantes se limitaba a algunos candidatos independientes y al Partido de los Trabajadores de Barbados (WPB), que solo presentó dos candidatos.
Con una participación del 76.70% del electorado registrado, el LDP obtuvo una arrolladora victoria con el 59.46% de los votos y 24 de los 27 escaños. El BLP perdió una gran proporción de votos y se quedó con los 3 escaños restantes. Sin embargo, el electorado continuó siendo profundamente bipartidista, con el BLP quedándose con el 40.39% restante y las terceras opciones (el WPB y los candidatos independientes) obteniendo solo 203 votos juntos. Con este resultado, Errol Barrow retornó al poder después de diez años.

## Reglas electorales

### Características del Parlamento
El parlamento de Barbados es bicameral, y consiste en la Cámara de la Asamblea y el Senado. La Cámara de la Asamblea está compuesta por 27 miembros elegidos por un máximo de 5 años. El Senado tiene 21 miembros: 12 nombrados por el Gobernador General con el asesoramiento del primer ministro, 2 por consejo del Líder de la Oposición, y 7 para representar intereses religiosos, económicos, sociales o cualquier otro interés que el Gobernador General considere apropiado.

### Sistema electoral
Cualquier ciudadano de Barbados que tenga al menos 18 años de edad y que haya residido en una circunscripción particular por un mínimo de tres meses tiene derecho a votar en ese mismo distrito electoral.
También tienen derecho los ciudadanos de la Mancomunidad de Naciones de la edad requerida que hayan residido en Barbados durante al menos tres años inmediatamente anteriores a la fecha de calificación (como elector). No pueden votar los declarados insanos mentalmente, las personas sentenciadas a muerte o a más de doce meses de prisión. Los registros electorales se revisan anualmente y antes de las elecciones. El voto no es obligatorio, pero el registro es automático.
Los ciudadanos de Barbados de al menos 21 años de edad que hayan residido en el país durante al menos siete años anteriores a la elección están calificados para ser elegidos como miembros de la Cámara de la Asamblea. Los candidatos para el nombramiento en el Senado deben haber residido normalmente en Barbados durante los doce meses inmediatamente anteriores al nombramiento. No son elegibles, tanto para la Cámara como para el Senado, personas en quiebra sin cargos, personas declaradas insanas, que deben lealtad a un estado extranjero, condenadas a muerte o encarceladas superiores a seis meses, personas declaradas culpables de un delito grave o de cualquier otra ofensa criminal que involucre deshonestidad en los diez años anteriores, y las personas condenadas por fraude electoral. No pueden ser miembros del parlamento: jueces, el director del Ministerio Público, el procurador general o los ministros religiosos. Estos últimos sí pueden ser designados miembros del Senado, pero deben abandonar su cargo si aspiran ser elegidos a la Cámara de la Asamblea.
Los candidatos a la Cámara deben ser nominados por al menos dos electores y hacer un depósito de BS250, que se pierde si el candidato no es elegido y no obtiene más de una sexta parte del total de los votos de su distrito electoral. La Ley Electoral establece límites estrictos a la cantidad de gastos que un candidato puede incurrir durante su campaña electoral.
Para fines electorales, Barbados está dividido en 27 distritos uninominales. Un miembro de la Cámara de la Asamblea es elegido en cada uno por simple mayoría de votos. Los escaños de la Cámara de la Asamblea que quedan vacantes entre las elecciones generales se llenan mediante elecciones parciales. Los escaños vacantes en el Senado se cubren designando a otro senador del mismo modo en que fue designado su predecesor.

### Partidos políticos
El sistema político de Barbados es casi puramente bipartidista, con el Partido Democrático Laborista y el Partido Laborista de Barbados, cuyas respectivas siglas son el LDP y el BLP, como prácticamente los dos únicos partidos políticos coherentes del país. Los terceros partidos e independientes presentan solo candidaturas aisladas y rara vez superan el 1% del voto a nivel nacional. Mientras que inicialmente el BLP es considerado ligeramente más conservador y el LDP más liberal, lo cierto es que ninguno de los dos partidos presenta una gran disparidad ideológica. La competencia electoral y las disputas políticas a menudo tienen connotaciones personales y el dominio de los votantes se basa en la tradición.

## Contexto
El Parlamento saliente fue disuelto el 6 de mayo de 1986, tres meses antes de lo previsto, por petición del primer ministro Bernard St. John, y el día de la nominación y comienzo de la campaña fue el 13 de mayo. El BLP y el DLP presentaron una lista completa de 27 candidatos. El Partido de los Trabajadores de Barbados (WPB) presentó dos candidatos. También hubo cuatro candidatos independientes. Los dos partidos difirieron ligeramente en las políticas internas y sociales, pero compartieron políticas extranjeras similares prooccidentales. El DLP se había comprometido a reducir los gastos del gobierno, el impuesto a las ganancias y los precios de los servicios públicos y la gasolina. Un total de 63 candidatos de tres partidos políticos disputaron las elecciones.

## Resultados
El Partido Democrático Laborista se quedó a 2017 votos exactos de obtener todos los escaños, consiguiendo el 59.46% de los votos y una mayoría absoluta de dos tercios en la Cámara de la Asamblea, ocupando 24 de las 27 bancas. Hasta la actualidad, ha sido el segundo triunfo más amplio obtenido por un partido político en la historia de Barbados. El Partido Laborista de Barbados sufrió una devastadora derrota, con el primer ministro St. John y el vice primer ministro Lionel Craig siendo derrotados en sus circunscripciones por Robert Morris y Lloyd E. Sandiford respectivamente. El nuevo gobierno dirigido por Errol Barrow asumió sus funciones el 29 de mayo, y el gabinete fue anunciado el 3 de junio.
|  | 59.46 % |

|  | 40.39 % |

|  | 0.06 % |

|  | 0.09 % |

|  | 99.30 % |

|  | 0.70 % |

|  | 100.00 % |

|  | 76.70 % |

## Consecuencias
El primer ministro elegido en estos comicios, Errol Barrow, murió el 1 de junio de 1987 y fue sucedido por su adjunto Erskine Sandiford, que se convirtió en el cuarto primer ministro de Barbados. Sandiford se comprometió a continuar las políticas económicas y sociales de Barrow, en particular las reformas fiscales. 
En febrero de 1989, cuatro diputados del oficialista DLP abandonaron el partido para formar uno nuevo conocido como el Partido Nacional Democrático (NDP). Richard Haynes, su jefe, fue nombrado posteriormente líder de la oposición parlamentaria. Hasta la actualidad, ha sido la única vez que un político de un partido ajeno al bipartidismo ha ocupado el liderazgo de la oposición.